# Конструкционные композиты
Конструкционные композиты (англ. engineering composites) — композиты, состоящие из матрицы и армирующих элементов в виде волокон или частиц.

## Описание
Приведенное определение является современным. Появившись в технической терминологии впервые в середине XIX в. в связи с конструкцией быстроходных парусных судов — клиперов, этот термин относился к комбинации железной фермы и покрывающей её доски. В настоящее время это весьма широкий класс материалов с полимерной, металлической, интерметаллидной или керамической матрицей. Основной особенностью композитов, содержащих волокна, является их нехрупкое поведение даже в тех случаях, когда их основные ингредиенты характеризуются низкой ударной вязкостью. В отличие от металлических сплавов, трещиностойкость которых определяется пластическим течением, трещиностойкость композитов определяется образованием множественных микротрещин в матрице, волокне и на поверхности раздела. Это позволяет использовать в качестве основных компонентов конструкционных материалов высокомодульные элементы с потенциально высокой прочностью (бор, углерод в различных формах), соединения с ковалентной и ионной связью. Типичным примером конструкционных композитов являются углепластики.